# Rest Stop: Don't Look Back
Rest Stop: Don't Look Back (Brasil: Rota Mortal: Não Olhe para Trás / Portugal: Paragem Proibida: Não Olhes para Trás) é um filme norte-americano dos gêneros terror e suspense, dirigido por Shawn Papazian.
É a sequência do filme Rest Stop, de 2006.